# Dancin'
Dancin' is een nummer van de Britse zanger Chris Isaak uit 1985. Het is de eerste single van zijn debuutalbum Silvertone.
In 1985 werd "Dancin'" slechts een bescheiden succesje in Nederland, waar het de 18e positie behaalde in de Tipparade. Toen het nummer in 1991 opnieuw werd uitgebracht bereikte het ook de hitlijsten in Isaaks thuisland het Verenigd Koninkrijk, maar daar werd slechts de 100e positie gehaald. De heruitgave zorgde ervoor dat het nummer in Nederland net iets succesvoller werd dan in 1985, want in 1991 kwam het op de 15e positie in de Tipparade terecht.